# Фиссагеты
Фиссаге́ты (тиссагеты; др.-греч. Θυσσαγέται) — древний народ, обитавший, согласно Геродоту, к северу от будинов. Соседствовали с народом иирков. Обитали в лесах, промышляли охотой. Однако знакомо им было и коневодство.
Локализация земли тиссагетов уточняется сообщением Геродота: «Из их земли берут начало четыре большие реки, протекающие через землю меотов; они впадают в озеро, именуемое Меотидой». Возможно, им соответствуют Дон, Ворона, Воронеж и Хопёр (или Медведица).
В «Истории» Геродот не приводит каких-либо иных деталей о фиссагетах, что открывает широкое поле для спекуляций об их этноязыковой принадлежности. Большинство исследователей отождествляют тиссагетов с предками волжских финнов — носителями городецкой, реже ананьинской культуры.
По мнению В. И. Абаева, название этого народа восходит к древне-иранскому *tūra-saka-ta («туро-саки», или «быстрые олени»).